# Drohnenangriffe in Pakistan

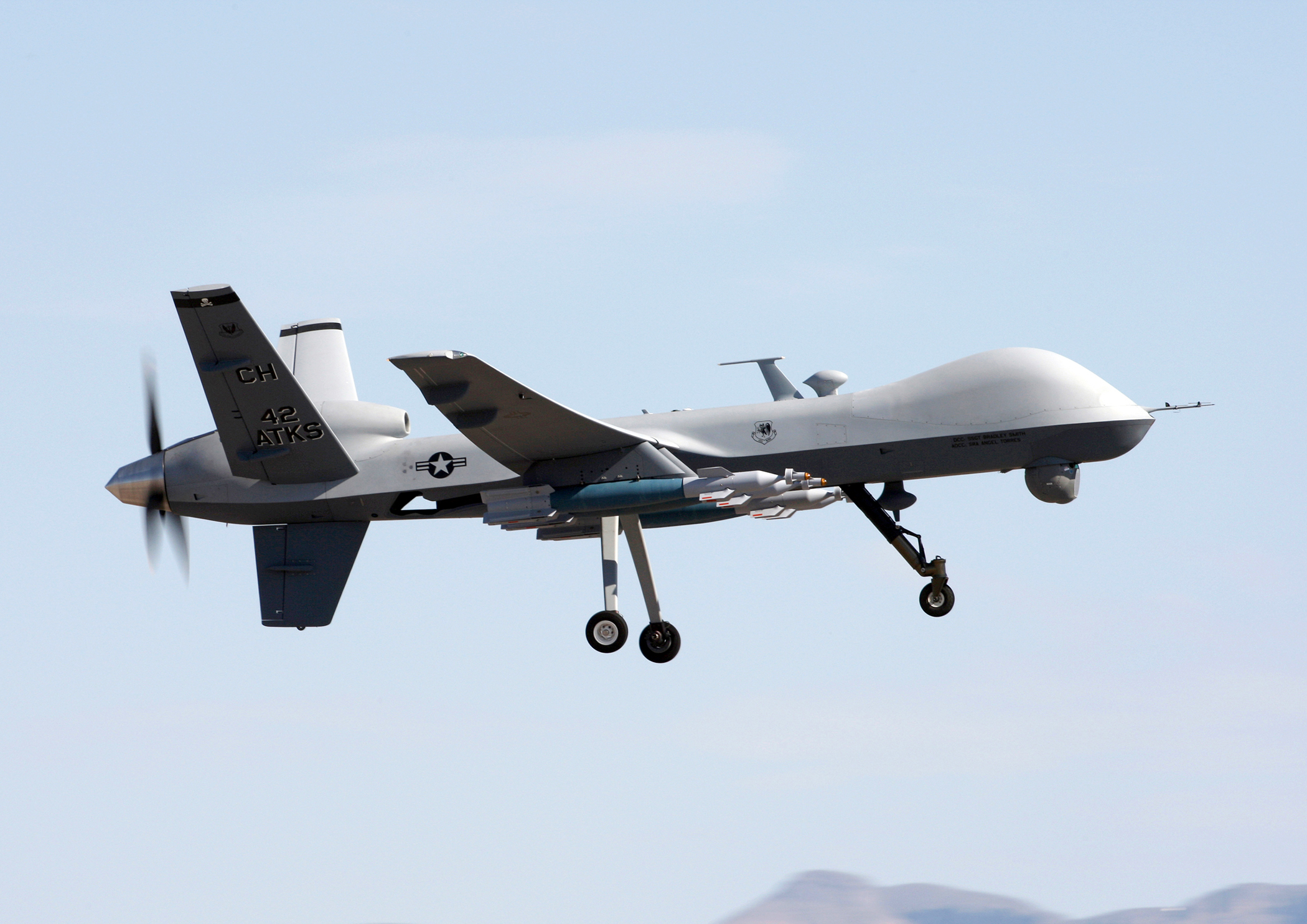
Eine ferngesteuerte Drohne vom Typ General Atomics MQ-9. Solche Flugkörper werden per Funkfernsteuerung gesteuert, der Operator sieht dabei die Bilder einer bordeigenen Videokamera.

Bei den Drohnenangriffen in Pakistan handelt es sich um eine seit 2004 von der CIA verdeckt durchgeführte Kampagne im Rahmen des Kriegs gegen den Terror. Dabei greifen ferngesteuerte, unbemannte Drohnen Ziele in Pakistan an, meist um von den US-Behörden identifizierte Terrorverdächtige gezielt zu töten. Vor allem die ehemaligen Stammesgebiete unter Bundesverwaltung, seit 2018 Teil der Provinz Khyber Pakhtunkhwa, sind davon betroffen. Die Einsätze unterstehen strikter Geheimhaltung seitens der Vereinigten Staaten. Erst am 30. Januar 2012 bestätigte der US-amerikanische Präsident Barack Obama die Angriffe offiziell.
Die völkerrechtliche Basis für die Angriffe ist umstritten. US-Juristen haben die Praxis in offiziellen Anhörungen teilweise als „klaren Bruch des Völkerrechts“ bezeichnet. Unter anderem führt die Tatsache, dass bei den Angriffen mit von den Drohnen abgefeuerten Hellfire-Raketen bereits mehrere Hundert Unbeteiligte getötet wurden, darunter auch zahlreiche Kinder, zu anhaltender Kritik sowohl aus den USA als auch aus anderen Ländern.

## Studien zu Wirkung, Umfang und Opferzahlen

### BIJ Bericht
Im August 2011 legte das Bureau of Investigative Journalism (BIJ) einen Bericht über die Angriffe vor, für den etwa 2000 Medienberichte ausgewertet wurden. Demnach wurden seit 2004 mindestens 291 Einsätze durchgeführt, bei denen zwischen 2292 und 2863 Menschen starben. Mindestens 1104 seien der Untersuchung nach verletzt worden. 126 bewaffnete Anführer der Islamisten, die namentlich bekannt sind und mehrere hundert militante Islamisten wurden getötet. Etwa 385 bis 775 Unbeteiligte, darunter 164 Kinder, kamen bei den Angriffen ums Leben.
Seit dem Amtsantritt von Barack Obama weitete die CIA die Angriffe aus. Es wurde etwa alle vier Tage ein Einsatz durchgeführt. Insgesamt sollen laut dem BIJ-Bericht von damals bis August 2011 236 Angriffe mit mindestens 1842 Toten geflogen worden sein.

### StudieLiving Under Drones
Im September 2012 veröffentlichten die Stanford University und die New York University die Studie Living Under Drones über die Auswirkungen der Drohnenangriffe auf die Zivilbevölkerung. Die Studie wurde von der Londoner Menschenrechtsorganisation Reprieve im Namen des Pakistaners Noor Khan, der ein Familienmitglied durch einen Drohnenangriff verloren hatte, in Auftrag gegeben. Die Forscher befragten 130 Personen aus den betroffenen Gebieten, unter ihnen 69 Überlebende von Angriffen oder Hinterbliebene von Opfern. Demnach leiden viele Menschen in den betroffenen Gebieten rund um die Uhr an Angst vor den Angriffen. Viele Kinder verlassen die Schule, weil sie entweder Furcht vor Angriffen hätten, oder Einkommensausfälle durch Drohnenopfer in der Familie kompensieren müssten. Besonders die Praxis der „doppelten Angriffe“ wurde von der Studie kritisiert. Dabei würden gezielt durch zeitversetzte, erneute Angriffe Helfer getötet, die sich nach dem ersten Angriff um die Verletzten kümmern würden. Dies würde dazu führen, dass sich immer weniger Menschen trauten, den Verletzten nach einem Angriff zu helfen. Zudem wurde von Angststörungen bei Menschen in den betroffenen Gebieten berichtet. Durch eine ständige Präsenz der Drohnen in der Region, was durch Fluggeräusche bemerkbar sei, hätten die Menschen permanent Angst um ihr Leben. Auch hätten die Menschen Angst, sich schon in Gruppen von wenigen Personen zu versammeln, weil dies bereits Auslöser für einen Angriff sein könnte.
Die Auftragsstudie Living Under Drones bezweifelt außerdem den strategische Nutzen der Angriffe. Es gebe Anzeichen dafür, dass durch sie die Rekrutierung neuer Mitglieder für bewaffnete Milizen einfacher werde. So löste es 2012 das Gefangenenlager der Guantanamo Bay Naval Base als Hauptargument dafür ab. Es sollen zu diesem Zeitpunkt drei Viertel aller Pakistaner die USA als Feind gesehen haben.
Laut der Studie starben von Juni 2004 bis September 2012 zwischen 2.562 und 3.325 Menschen durch Drohnenangriffe. Die Zahl der Zivilisten unter den Toten benennt die Studie mit 474 bis 881, darunter 176 Kinder. Da die betroffene Region vom pakistanischen Militär abgeriegelt wird, konnten aber keine verifizierten Zahlen erfasst werden.

### Geheimbericht der pakistanischen Regierung
Im Juli 2013 veröffentlichte das Bureau of Investigative Journalism (BIJ) einen geheimen Bericht der pakistanischen Regierung. Das auf drei verschiedenen Quellen basierende Papier beschäftigt sich mit den Opfern der Angriffe zwischen dem 13. Januar 2006 und dem 24. Oktober 2009. In diesem Zeitraum sollen 75 Angriffe in den Stammesgebieten geflogen worden sein, bei denen 746 Menschen getötet worden sind. 147 davon bezeichnet die Studie als Zivilisten. Darunter sollen 94 Kinder gewesen sein. Das BIJ bemängelt das Fehlen verschiedener Drohnenangriffe in der Auflistung. Der Organisation zufolge wurden z. B. fünf Einsätze im Jahr 2007 nicht erwähnt.

### Bericht an die UNO-Vollversammlung
Ben Emmerson, der UN-Sonderberichterstatter zu Menschenrechten bei der Bekämpfung von Terrorismus, bezog sich am 18. Oktober 2013 bei seinem Bericht an die Generalversammlung der Vereinten Nationen auf die Angaben des pakistanischen Außenministeriums. Demnach gab es seit 2004 in Pakistan 330 Angriffe durch Drohnen. Dabei kamen 2200 Menschen ums Leben und 600 wurden verletzt. Unter den Getöteten seien 400 Zivilisten und 200 Nichtkombattanten. Emmerson kritisierte in seinem Bericht auch die fehlende Transparenz des Drohnenprogramms und sah eine „Reihe offener juristischer Fragen“, die nur international beantwortet werden könnten.

### Bericht des pakistanischen Verteidigungsministeriums
Am 30. Oktober 2013 veröffentlichte das pakistanische Verteidigungsministerium einen Bericht, demzufolge seit 2011 kein einziger Zivilist getötet wurde. Insgesamt seien seit 2008 erst 67 Unbeteiligte getötet worden. Das Verteidigungsministerium bezifferte die Zahl der „Terroristen“, die im gleichen Zeitraum – also 2008 bis 2013 – getötet worden waren, mit 2160. Ben Emmerson, der als UN-Sonderberichterstatter zu Menschenrechten bei der Bekämpfung von Terrorismus zwei Wochen zuvor einen Bericht an die UNO-Vollversammlung abgegeben hatte, zeigte sich sehr verwundert über die neuen Zahlen. Die Zahlen des Verteidigungsministeriums unterschieden sich „auffällig“ von jenen, die das pakistanische Außenministerium ihm gegenüber gemacht habe.

### Airwars-Studie
Die jährliche Erhebung verzeichnete keine zivilen Opfer mehr unter der Regierung Biden.

## Auswahl der Ziele und Durchführung

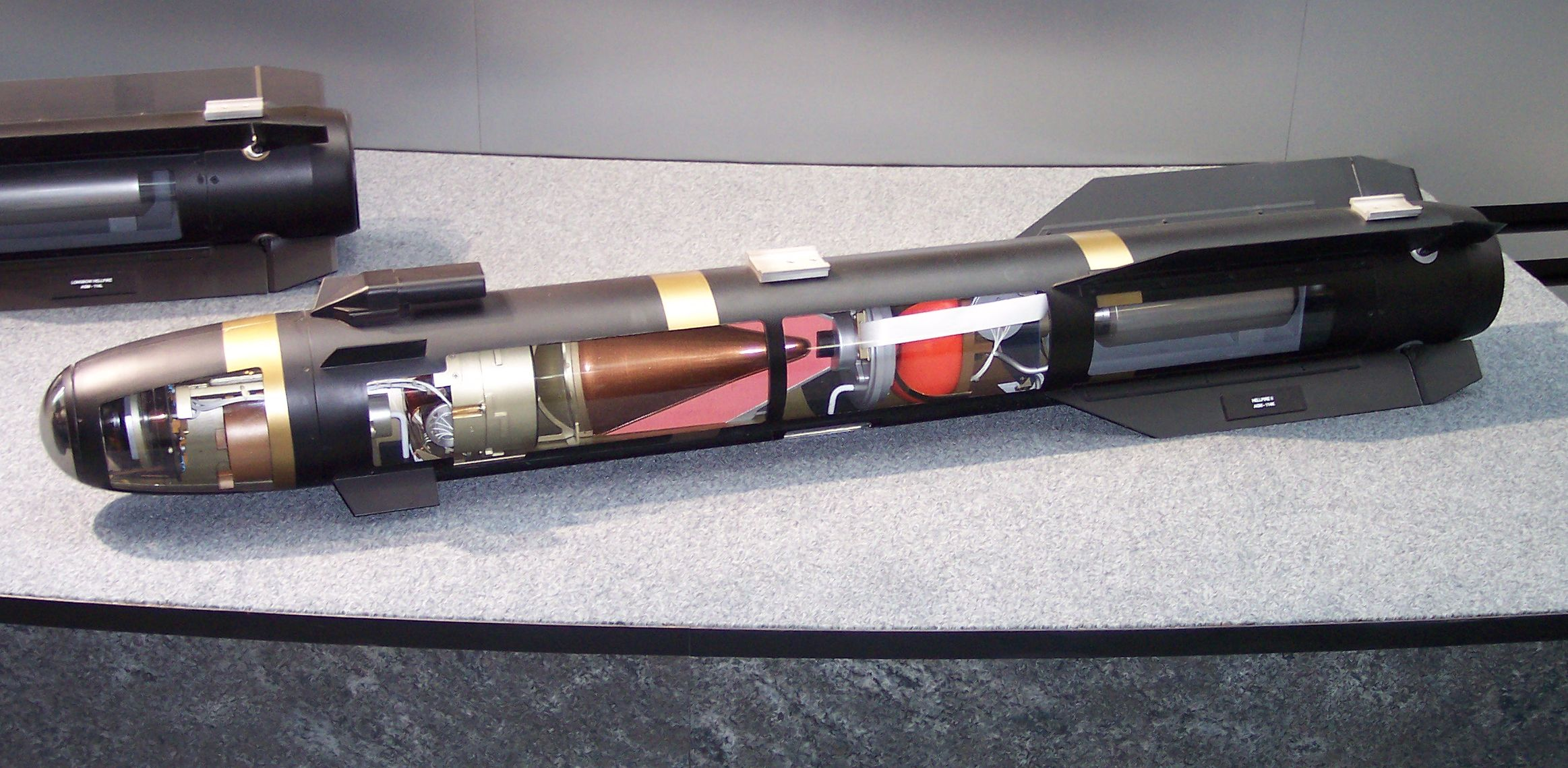
Bei den gezielten Tötungen von Terrorverdächtigen in Pakistan werden überwiegend Luft-Boden-Raketen vom Typ AGM-114 Hellfire von den Drohnen abgefeuert

### Durchführung
US-Senatorin Dianne Feinstein behauptete im Februar 2009, dass die Angriffe „von pakistanischen Flugfeldern aus“ gestartet wurden. Kurz danach veröffentlichte die Times Satellitenbilder mit Aufnahmen von mehreren General Atomics MQ-1 am Luftwaffenstützpunkt Shamsi in Pakistan. Nach dem Angriff auf den pakistanischen Stützpunkt Salala im November 2011 forderte die pakistanische Regierung die US-Regierung auf, ihre Streitkräfte von diesem Stützpunkt abzuziehen, was die USA befolgten. Im Dezember 2011 war der Abzug abgeschlossen. Von wo aus die Drohnen aktuell gestartet werden, ist nicht bekannt.

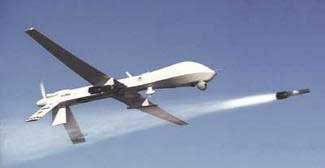
Eine Drohne vom Typ General Atomics MQ-1 feuert eine Hellfire-Rakete ab

Die Angriffe werden üblicherweise von unbemannten Luftfahrzeugen der Typen General Atomics MQ-1 (Predator) und in späterer Folge auch General Atomics MQ-9 (Reaper) mittels AGM-114 Hellfire-Raketen durchgeführt.

### Ziele

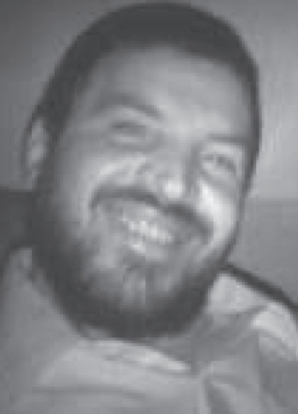
Zielperson Abu Laith al-Libi, getötet 2008

Als Ziele gelten unter anderem Angehörige der al-Qaida, der Taliban, der Tehrik-i-Taliban Pakistan und des Haqqani-Netzwerks.
Laut einem im Mai 2012 veröffentlichten Bericht der New York Times traf zu der Zeit der CIA die Vorauswahl der Ziele in Pakistan. Jedes Ziel im Jemen und in Somalia sowie „besonders komplexe und riskante Angriffe“ in Pakistan sollen von Präsident Obama, zusammen mit Antiterrorismus-Experten im Lagezentrum im Weißen Haus, aufgrund von Fotos und Kurzbiographien einzeln abgesegnet worden sein. Die Kriterien sollen unter der Regierung Trump gelockert worden sein.

### Staatsbürger der Vereinigten Staaten
Schon mehrfach waren Staatsbürger der Vereinigten Staaten Ziel der Angriffe. Am 22. Mai 2013 wurde ein Schreiben von US-Justizminister Eric Holder an den Kongress veröffentlicht, in dem die Regierung erstmals die Tötung von US-Bürgern durch Drohnen zugab. Insgesamt seien weltweit vier Staatsbürger getötet worden. Einer davon, der Prediger Anwar al-Awlaki, wurde im Jemen absichtlich getötet, die anderen drei, darunter al-Awlakis 16-jähriger Sohn Abdulrahman al-Awlaki, seien nicht gezielt ins Visier genommen worden. Nach Ansicht des Justizministers seien die Tötungen gerechtfertigt und durch das Oberste Gericht erlaubt.

### Grundsatzrede Obama
In einer Rede am 23. Mai 2013 kündigte US-Präsident Obama an, die Verantwortung für die Drohnenangriffe in Zukunft von der CIA auf das Verteidigungsministerium zu übertragen. Dies diene der höheren Transparenz. Von der Strategie selbst wollte er aber nicht abweichen. Die Angriffe seien bisher immer angemessen, effektiv und legal gewesen.

### Opferzahlen bei der unbeteiligten Bevölkerung
Bei der Bevölkerung in Pakistan sind die US-Drohnenangriffe zutiefst verhasst, da sie oft Unbeteiligte aus der Bevölkerung treffen. Offizielle Informationen gibt es nicht, der US-Geheimdienst hält die genaue Zahl geheim. Lediglich der Tod eines Zivilisten im Rahmen der Drohnenangriffe in Pakistan wurde eingeräumt, im Bezirk Nord-Wasiristan am 22. April 2011. Das Bureau of Investigative Journalism zählte seit 2004 (Stand März 2013) 3105 Tote, dabei seien nur 47 Tote „high profile targets“ (gesuchte Terroristen). Unter den 3105 Toten waren 535 unbeteiligte Zivilisten, 2348 „andere Getötete“ und 175 Kinder. Unter dem Begriff „andere Getötete“ werden die Opfer zusammengefasst, die getötet wurden, ohne jegliche Anhörung oder Möglichkeit, sich durch eine Aussage zu verteidigen.
Am 23. April 2015 musste Obama eingestehen, dass bei einem US-Drohnenangriff im afghanisch-pakistanischen Grenzgebiet bereits im Januar 2015 auch zwei westliche Geiseln versehentlich getötet wurden: der Italiener Giovanni Lo Porto und der US-Amerikaner Warren Weinstein. Beide waren als Entwicklungshelfer in Pakistan tätig, der eine wurde seit 2012, der andere seit 2011 als Geisel festgehalten. Lo Porto arbeitete für die Deutsche Welthungerhilfe, Weinstein für die US-amerikanische Organisation USAID. Obama erklärte nicht ausdrücklich, wie die Männer ums Leben kamen. Medien berichteten aber übereinstimmend von einem Drohnenangriff mit einer Rakete, den der US-Geheimdienst CIA durchgeführt habe. Obama gestand bei der Pressekonferenz Fehler bei dem Einsatz ein und erklärte, er übernehme „die volle Verantwortung“ für die Angriffe.

## Rechtliches

### Rechtsgrundlagen zur Tötung von US-Bürgern
Anfang 2013 wurde bekannt, dass sich die Regierung der Vereinigten Staaten bei der Tötung von US-Staatsbürgern auf ein Rechtsgutachten des Justizministeriums mit dem Namen Die Rechtmäßigkeit tödlicher Operationen gegen einen amerikanischen Staatsbürger, der ein Führungsmitglied von Al Qaida oder einer verbündeten Gruppe ist beruft, dessen Inhalt als geheim klassifiziert ist. Im Juni 2012 wurde dem Kongress ein 16-seitiges White Paper zur Verfügung gestellt, das eine Zusammenfassung darstellt.
In dem Gutachten werden zuerst drei Bedingungen genannt, wonach ein US-Staatsbürger als Ziel gelten darf:
1. Ein „informierter ranghoher Beamter“ muss ihn als Terroristenführer einschätzen, von dem „eine unmittelbare Gefahr für einen gewaltsamen Angriff gegen die Vereinigten Staaten ausgeht“.
2. Eine Festnahme darf aus praktischen Gründen nicht möglich sein.
3. Die Bedingungen des Kriegsrechts müssen beachtet werden; das heißt, der Angriff muss notwendig, präzise geführt, verhältnismäßig und menschlich sein.

In der Folge wird eine „unmittelbare Gefahr“ so interpretiert, dass der Verdächtige irgendwann einen Anschlag gegen US-Staatsbürger oder amerikanische Interessen plant oder an solchen Plänen mitwirkt. Auch bei den beiden anderen Bedingungen wird der CIA-Führung ein großer Ermessensspielraum eingeräumt.

### Beteiligung Pakistans
Laut Recherchen der New York Times wurde 2004 ein geheimer Vertrag zwischen der US-amerikanischen und der pakistanischen Regierung geschlossen. Demzufolge erhielt die CIA im Gegenzug für die Tötung von Nek Muhammad, einem Anführer des Aufstands in den Stammesgebieten, Zugang zum pakistanischen Luftraum, um dort mittels Drohnen eigene Ziele anzugreifen. Einschränkend sei festgelegt worden, dass der pakistanische Geheimdienst Inter-Services Intelligence (ISI) jedes Ziel separat autorisieren müsse und die Luftschläge in enge Grenzen in den Stammesgebieten beschränkt seien. Außerdem sollte die pakistanische Seite die Verantwortung für die Tötungen übernehmen oder Stillschweigen darüber bewahren.
Am 24. Oktober 2013 veröffentlichte die Washington Post Informationen zu Geheimdokumenten der CIA denen zufolge die pakistanische Regierung regelmäßig und detailliert über die Drohnenangriffe informiert worden war. Dabei wurden ihr Karten und Fotos von getroffenen Zielen übermittelt. Die Dokumente zu 65 Drohnenangriffen in den Jahren 2007 bis 2011 seien zur Weiterleitung an Pakistan gekennzeichnet worden. Außerdem gäbe es verschiedenen Unterlagen, die belegen, dass Ziele vom ISI selbst oder von CIA und ISI zusammen ausgesucht wurden.

### Verurteilung durch pakistanisches Gericht
Am 9. Mai 2013 forderte das Höchstgericht der Provinz Khyber Pakhtunkhwa in Peschawar die pakistanische Regierung auf, die Angriffe zu stoppen. Notfalls müssten die Drohnen abgeschossen und die Beziehungen zu den Vereinigten Staaten abgebrochen werden. Außerdem wurde das Außenministerium angewiesen, eine UN-Resolution zu dem Thema anzustreben. Der oberste Richter der Provinz, Dost Mohammad Khan, bezeichnete die Angriffe als Kriegsverbrechen und forderte ein internationales Tribunal zu dem Thema. Zusätzlich hätten die Opfer Anspruch auf finanzielle Entschädigung.

### US-Jurist warnt vor „Bruch des Völkerrechts“
Die Juristin und Völkerrechtsexpertin Mary Ellen O’Connell bezeichnete bei einer Anhörung vor einem Ausschuss des US-Repräsentantenhauses im April 2010 die Drohnenangriffe als „klare Verletzung des Völkerrechts“. Wegen der fehlenden Rechtsgrundlage könnten die für die Drohnenangriffe verantwortlichen CIA-Mitarbeiter in anderen Ländern verhaftet und wegen Mordes angeklagt werden.

### Untersuchungskommission
Im Juni 2012 setzte Justizminister Eric Holder eine Untersuchungskommission ein, die herausfinden sollte, wie Journalisten an Informationen über den geheimen Einsatz gekommen waren. Die Staatsanwälte Ronald Machen und Rod Rosenstein leiteten die Kommission. Von der Seite der Republikanischen Partei kam Kritik an der Besetzung, da Machen für die Wahlkampagne von Obama gespendet hatte.

## Öffentliche Wahrnehmung

### Proteste in Pakistan
Die Pakistanische Regierung duldet die Angriffe auf ihrem Territorium, legt aber immer wieder formal Protest ein. Bei der Bevölkerung werden die Angriffe mehrheitlich abgelehnt. So forderte das pakistanische Parlament zum Beispiel am 12. April 2012 die Einstellung der Attacken. Am 27. Januar 2012 protestierten etwa 100.000 Pakistaner in Karatschi gegen die Angriffe. Am 2. November 2013 bestellte die pakistanische Regierung nach einem Drohnenangriff auf Hakimullah Mehsud den US-Botschafter Richard Olson ein.

### Kritik in den Vereinigten Staaten
Konservative US-Kommentatoren wie David Ignatius mahnen teilweise, dass nicht alles, was im Rahmen der Selbstverteidigung rechtens sein mag, auch ratsam sei („what is legal isn’t always wise“) und verweist auf einen UN-Bericht, wonach 40 Länder über Drohnen verfügen und Länder wie Israel, Russland, Türkei, China und Iran die Bewaffnung ihrer Drohnen anstreben – „dozens of other nations that may soon use them to target their own bad guys.“ Die Ausdehnung der Drohnen-Einsätze über Pakistan hinaus auf Länder wie Jemen und Somalia, warnt Ignatius, könne zu einem Himmel voller Drohnen und damit zu einer Welt der „Rechtlosigkeit und des Chaos“ führen.

### Kritik in der Bundesrepublik Deutschland
Die US-Militärbasis Ramstein in der Pfalz spielt eine zentrale Rolle im Drohnenkrieg in Pakistan. Die Bundesregierung ignorierte Beweise für die Drohnensteuerung in Ramstein und beteuerte immer wieder, von nichts gewusst zu haben. Dokumente beweisen jedoch, dass das Bundesverteidigungsministerium über die Vorgänge informiert wurde und auch der Bundesnachrichtendienst Informationen über Ramstein erhalten hat. Da es sich mutmaßlich um eine Völkerstraftat beziehungsweise eine Straftat von erheblicher politischer Bedeutung handelt, forderte die Opposition die Generalbundesanwaltschaft auf, juristische Ermittlungen zu führen. Die Justiz dürfe nicht wegschauen, wenn aus Deutschland heraus Völkerrecht und Deutsches Strafrecht gebrochen und missachtet werde. Aus Karlsruhe kam (Stand April 2015) jedoch keine Reaktion.
Am 18. September 2020 wurde die deutsche Bundesregierung, vertreten durch die Bundeskanzlerin Angela Merkel, mit dem Negativpreis BigBrotherAward in der Kategorie Politik ausgezeichnet „wegen ihrer rechtlichen und politischen Mitverantwortung für den völkerrechtswidrigen US-Drohnenkrieg, der über die Satelliten- und Datenrelais-Station der US-Airbase Ramstein in der Pfalz abgewickelt wird.“ Zur Begründung heißt es in der Laudatio:

„Aus diesem Grund rückt die Bundesregierung in den Fokus eines BigBrotherAwards: Sie trägt rechtliche und politische Mitverantwortung, weil sie nichts gegen dieses mörderische Treiben auf deutschem Staatsgebiet unternimmt. Die Militärbasis Ramstein ist keineswegs exterritoriales Gebiet, sondern liegt im Geltungsbereich des Grundgesetzes – auch wenn de facto Grundgesetz und Völkerrecht hinter den Toren Ramsteins ihre Gültigkeit verlieren. Die Bundesregierung hat den (potentiell) betroffenen Menschen gegenüber eine gesetzliche Pflicht zu handeln – juristisch ausgedrückt: eine Garantenpflicht.“

### Medien
Der US-Spielfilm Good Kill – Tod aus der Luft von 2014 thematisiert den Drohnenkrieg aus der Sicht von Reaper-Pilotenteams auf der Creech Air Force Base.